# Barraca de la Graiera 1
La Barraca de la Graiera 1 és una barraca de vinya de Calafell (Baix Penedès) protegida com a Bé Cultural d'Interès Local.

## Descripció
Es tracta d'una edificació d'ús agrícola de planta quadrangular amb un sol espai interior. La porta d'entrada, que és situada al costat esquerre de cara sud, és de forma rectangular i té una llinda formada per una llosa plana. La coberta és una volta cònica -o falsa cúpula- feta amb la superposició de filades de lloses planes, formant anells, el radi dels quals va decreixent progressivament. Ha perdut la capa de terra de la coberta exterior.
Els murs i la volta són fets de peces irregulars de pedra unides en sec amb l'ajut de falques, també de pedra, de dimensions més petites. Els murs tenen un rebliment de pedruscall